# Kusiner i kubik
Kusiner i kubik är en svensk komediserie av Jan Sigurd och Peter Holst i regi av Jan Sigurd och Rolf Sohlman. I huvudrollerna spelade Ulf Larsson, Claes Malmberg och Sickan Carlsson. I övriga roller syns bland annat Sune Mangs, Gösta Bredefeldt, Bodil Mannheimer m.fl. Serien sändes i TV 1992. 
Serien handlar om ungkarlen Bengt Brylén (Ulf Larsson) och hans något hispiga och karriärslystne kusin Glenn Hedlund (Claes Malmberg). Bengts överbeskyddande mamma Margot (Sickan Carlsson) kommer ofta på oanmälda besök, hon tror sig oftast veta vad som är bäst för Bengt och planerar ständigt så kallade "blindträffar" för Bengt. Glenn är inneboende hos Bengt, om dagarna livnär sig Glenn på att köra svarttaxi och Bengt driver sin mors gamla antikvariat. De båda kusinerna bor i en tvårumslägenhet i ett hyreshus. I huset bor även fru Göransson som är tillika hyresvärd (Bodil Mannheimer) och ofta har synpunkter på Bengt, men är förtjust i Glenn. Tillsammans löser de problem som uppstår i vardagen.  